# Wüstengimpel

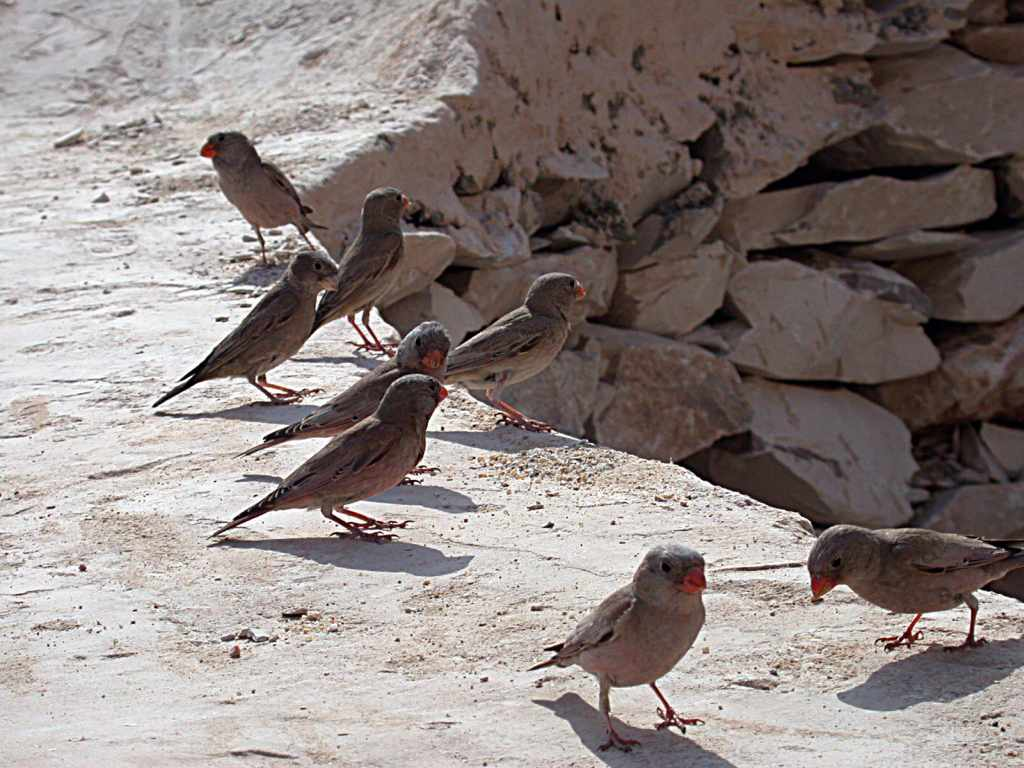
Ein Trupp von Wüstengimpeln

Der Wüstengimpel (Bucanetes githagineus) oder Wüstentrompeter ist eine Finkenart, die Wüsten und Halbwüsten südlich des Mittelmeerraums und im Nahen Osten bewohnt. Das teils recht zergliederte Vorkommen reicht von den Kanarischen Inseln bis nach Nordpakistan. In Südspanien gibt es seit einigen Jahrzehnten eine kleine Brutpopulation, und auch östlich des Mittelmeers scheint die Art sich nach Norden auszubreiten.
Der Wüstengimpel zeichnet sich durch einen sehr markanten Ruf, ein nasales Trompeten, aus, von dem auch der Trivialname Wüstentrompeter herrührt.

## Beschreibung

### Aussehen
Der Wüstengimpel ist etwas kleiner als ein Hänfling, in den Proportionen ähnelt er durch den kräftigen Kopf und Nacken aber eher einem Grünling.
Der Schnabel ist wie beim Gimpel kurz und kräftig. Der Oberschnabel zeigt einen steil bogenförmig abfallenden First, der Unterschnabel einen ausgeprägten Gonys-Winkel, da unterhalb des gerundeten vorderen Teils die Unterkante sehr gerade parallel zur Oberkante verläuft. Beim Männchen ist der Schnabel im Brutkleid lebhaft orange- bis dunkelrot. Beim Weibchen und ebenso beim Männchen im Ruhekleid ist der Schnabel eher blass orange bis hornfarben. Der Schnabel der diesjährigen Jungvögel ist gelblichbraun. Das dunkle Auge hebt sich durch einen angedeuteten hellen Ring ab.
Das Körpergefieder ist überwiegend sandfarben und ohne auffällige Zeichnungen, wobei das Spektrum der Tönungen von fast grauen Partien an den Kopfseiten über sehr warme, fast karamellfarbene Bereiche am Hals und im Brustbereich bis hin zum dunkel ockerfarbenen bis fast schwarzgrauen Großgefieder an Flügeln und Schwanz reicht. Im Brutkleid wirkt das Gefieder des Männchens durch rötlich gefärbte Spitzen des Kleingefieders am vorderen Kopf, an Brust und Rücken und dem Deckgefieder der Flügel teilweise intensiv rosa überhaucht. Diese Färbung findet sich auch besonders an den Schwanzaußenseiten und am Bürzel.
Der Schwanz ist gegabelt und recht kurz, unter anderem dadurch wirken die Flügel beim sitzenden Vogel recht lang, im Flug hingegen eher kurz und stumpf. Die Beine sind hellbraun-hornfarben bis orangerot.
Innerhalb von Europa ist der Wüstengimpel unverwechselbar, andernorts kann er auch mit anderen „Steingimpel“-Arten (s. Systematik) verwechselt werden, so zum Beispiel in der Türkei mit dem Mongolengimpel.

### Stimme
Die Stimme ist das bezeichnendste und in vielen Sprachen das namengebende Merkmal dieser Art. Sie zeichnet sich vornehmlich durch quäkend-nasale Laute aus. Die Ausprägung dieser Laute reicht von einem eher stimmlosen, langgezogenen Quetschlaut bis hin zu Tönen, die klingen, als würden sie mit einer Stimmpfeife oder einer Kindertröte erzeugt. Bei letzteren Lautäußerungen, die besonders typisch und auffällig sind, schwingen meist mehrere Hauptfrequenzen mit, so dass der Eindruck von Mehrstimmigkeit entsteht.
Der Gesang besteht, eingeleitet von leise kieksenden und schnurrenden Lauten, meist aus einem langgezogenen Trompeten. Bisweilen ist dies auch Bestandteil einer komplexeren Strophe. Daneben gibt es aber auch noch eine andere Form des Gesangs, einen ammernähnlich stereotypen, melodischen Triller, der meist wiederholt wird und der mit „dwii dwii tsch-tsch-tschäarr“ beschrieben wird.
Das Repertoire an Rufen ist vielfältig. Es umfasst neben einem hohen „zik“ eine ganze Reihe von unterschiedlichen Nasallauten von metallischer bis schwirrender Ausprägung sowie ein spatzenähnliches Tschilpen bei Jungvögeln.

## Verbreitung

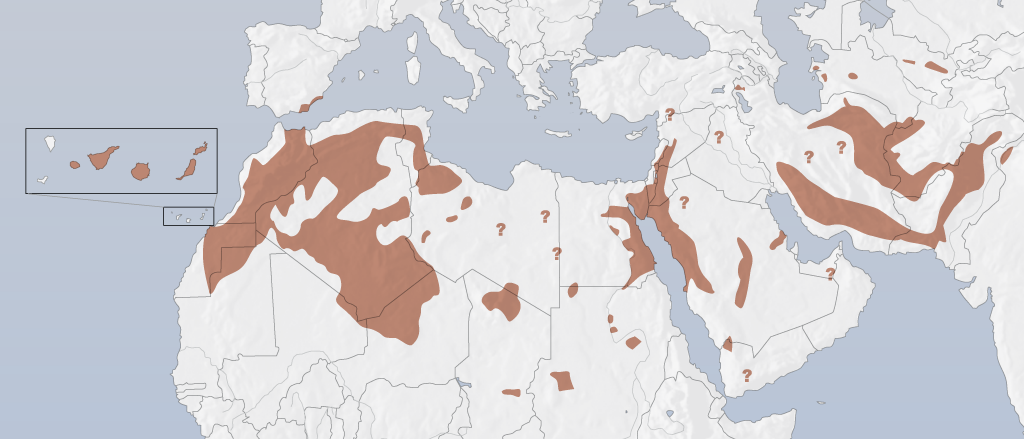
Brutverbreitung des Wüstengimpels

Der Wüstengimpel besiedelt steinige und felsige Wüsten und Halbwüsten im Südwesten der Paläarktis. Dabei meidet er die reinen Sandwüstengebiete und bevorzugt Hügel- und Bergland. Diese Lebensraumansprüche führten zu einem stark zergliederten Verbreitungsareal, das besonders im Bereich der libyschen Wüste große Lücken aufweist.
Es erstreckt sich von den östlicheren Kanareninseln (La Gomera wurde erst in den 1980er Jahren besiedelt) bis an den Rand der Indus-Ebene im Norden Pakistans. Am südlichen Rand reicht es in der Sahara bis in die Bergmassive Aïr, Tibesti und Ahaggar. Im Norden reicht die Verbreitung hier bis in die nordafrikanischen Küstengebirge und östlich von Gibraltar sogar bis nach Südspanien. Weitere Vorkommen gibt es in Kontinentaleuropa in der Türkei, in Aserbaidschan und in Armenien.
Ein großes Vorkommen am Roten Meer erstreckt sich bis in den Sudan etwa bis zum 20. nördlichen Breitengrad, inselartiges Auftreten kommt auch noch südlicher vor. Das geschlossene Areal reicht im Norden bis an den Rand der ägyptischen Felswüste und erstreckt sich entlang des östlichen Mittelmeerraums bis in die südliche Türkei.
Auf der Arabischen Halbinsel liegt die südliche Verbreitungsgrenze ebenfalls mindestens bei 20° Nord, eventuell sind auch südlichere Regionen besiedelt. Da von dort fast nur Winterbeobachtungen vorliegen, ist eine Brutverbreitung ungewiss. Auch im östlichen Teil ist die Verbreitung nur lückenhaft bekannt, hier ist vor allem das iranische Hochland bis nach Süd-Turkmenien und Chitral besiedelt.

## Wanderungen
Der Wüstengimpel ist ein Stand- oder Strichvogel, der bei ausreichendem Zugang zu Trinkwasser meistens in den Brutgebieten überwintert. Er neigt zu unregelmäßigen und spontan auftretenden Dispersionen. Anhaltende Trockenheit oder kühle Witterung in höher gelegenen Gebieten führen bisweilen zur schlagartigen Aufgabe von Brutgebieten, zur Umsiedelung ganzer Populationen oder zu nomadischem Umherstreifen. Besonders ausgeprägt ist die Tendenz dazu nach der Brutzeit. Teilweise kann man aber auch von festen Überwinterungsplätzen bestimmter Populationen sprechen. Die Bewohner des südspanischen Binnenlandes überwintern z. B. mit großer Regelmäßigkeit an der dortigen Küste, die der ostägyptischen Wüstengebiete in den Getreideanbaugebieten des Niltals und die des Negev im Wadi Arava.
Im Rahmen der Ausbreitungstendenzen in Südwesteuropa kam es auch immer häufiger zu Nachweisen in nördlicheren Teilen Europas, Einzelbeobachtungen liegen sogar aus Skandinavien oder von den Britischen Inseln vor.

## Verhalten
Der Wüstengimpel ist tagaktiv und sucht seine Nahrung vornehmlich am Boden. Er ist recht gesellig, daher sieht man außerhalb der Brutzeit oft Trupps von 10–20 Individuen bei der Nahrungssuche. Er hält sich dabei auch viel in Siedlungsnähe auf.
Am Boden ist der Vogel aufgrund seiner Färbung meist recht unauffällig. Er bewegt sich hüpfend, schreitend oder rennend fort, zwischendurch richtet er sich senkrecht auf, um Überblick zu bekommen. Diese aufrechte Haltung zeigt er auch, wenn er von Steinen, Felsen oder Mauern aus sichert. In Büschen oder Bäumen ist er praktisch nie zu finden, lediglich auf Kräutern lässt er sich zur Nahrungssuche nieder, diese werden dazu bisweilen umgebogen, um an die Samen zu kommen.
Ortswechsel am Boden erfolgen in niedrigem Flug, bei Trupps oft mit gleichzeitigem Abflug. Bei Störungen werden meist größere Strecken in höherem Flug überwunden, dieser ist wie bei den meisten Finkenarten bogenförmig. Hierbei ist auffällig, dass er im Unterschied zu anderen Finkenarten oft auf seine Tarnung setzt und sich an den Boden drückt, während andere Arten, beispielsweise in artübergreifenden Trupps, abfliegen.
Der Wüstengimpel sucht zum Trinken im Laufe des Tages, besonders in den Morgen- und Abendstunden, immer wieder Wasserstellen auf. Diese können mehrere Kilometer vom üblichen Aufenthaltsort entfernt liegen. Um an Wasser zu kommen, fliegt er auch in Felslöcher oder Brunnenschächte.
Trupps verbringen die Nacht oft an gemeinsamen Schlafplätzen, die kurz vor Sonnenuntergang aufgesucht werden. Auch zur Mittagszeit wird oft geruht. Bei sehr starker Sonneneinstrahlung suchen Trupps den Schatten auf, beispielsweise an Gebäuden oder Felswänden. Dabei können bisweilen auch sehr große Vergesellschaftungen beobachtet werden, beispielsweise in Tripolitanien zwischen 300 und 500 Exemplare, die sich im Schatten einer überhängenden Felswand drängten. Auch im Winter gibt es größere Ansammlungen, diese konzentrieren sich meist an Plätzen mit reichem Nahrungs- oder Wasserangebot wie Getreidefeldern, Oasen oder vielbefahrenen Transportrouten von Getreidelastern u. Ä. Gewöhnlich liegen die Schwarmgrößen zwischen 50 und 200 Individuen, es wurden aber auch schon Schwärme mit bis zu 1700 oder in Einzelfällen Anfang des 20. Jh. mehreren 1000 Exemplaren beobachtet. Die Vergesellschaftung mit anderen Arten ergibt sich dabei eher zufällig.

## Bestandsentwicklung

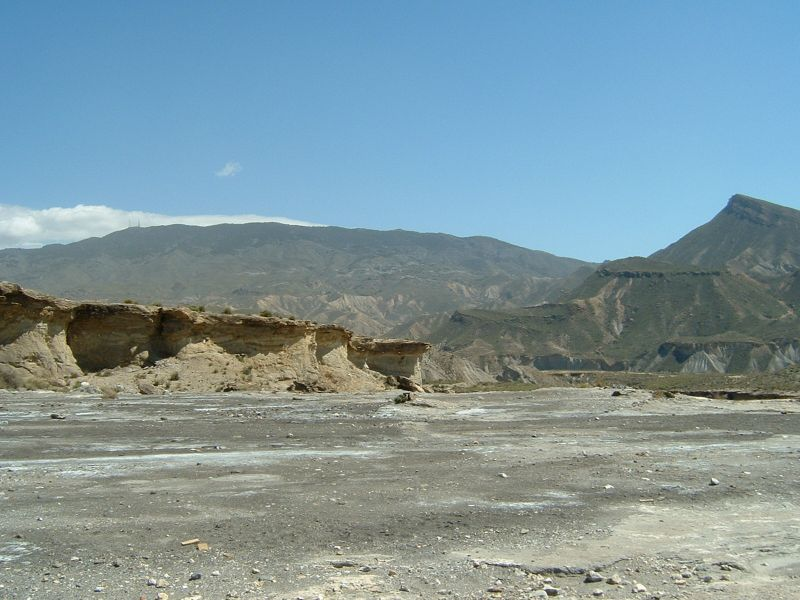
Brutgebiet des Wüstengimpels in Südspanien

Seit Ende der 1960er Jahre kam es im südwestlichen Mittelmeerraum immer wieder zu Ansiedlungen nördlich der vormaligen Verbreitungsgrenze, so in Marokko und Tunesien. Auf Malta, den Pelagischen Inseln, Pantelleria und Sizilien häuften sich seit dieser Zeit die Nachweise. Dies war auch in Südspanien in Cádiz, Gibraltar und Almería der Fall, wo zunächst größere Trupps von bis zu 60 Exemplaren festgestellt und schließlich erste Brutnachweise erbracht wurden. In den komplett waldfreien und halbwüstenhaften Zonen um Almería, die zu den trockensten Gebieten Europas gehören, konnte sich, bis in die 1990er Jahre anwachsend, eine recht stabile Population etablieren. Ostwärts breitete sich der Wüstengimpel in dieser Zeit bis in die küstennahen Sierras der Provinz Murcia aus. Weitere Ansiedelungen in den umliegenden Regionen blieben nur von kurzer Dauer. Da die Art generell zu nomadischem Verhalten und spontanen Ausbreitungen neigt, ist eine weitere Arealausdehnung, wie auch in den 1970er und 1980er Jahren auf den Kanarischen Inseln und in Israel im Zuge der landwirtschaftlichen Erschließung von Wüstengebieten, nicht ausgeschlossen.
Der kanarische Bestand scheint, nach einem Rückgang in den 1990er Jahren, mit 10.000–20.000 Brutpaaren (1997–2003) recht stabil zu sein, die spanische Population wurde 1992 auf 300–500 Bp. geschätzt und fluktuiert offenbar leicht. Weitere europäische Bestände werden in der Türkei auf 200 bis 800, in Armenien auf 50 bis 100 und in Aserbaidschan auf 10 bis 100 Brutpaare geschätzt. Die Bestände am Nordrand der Sahara scheinen bisweilen stark den Witterungseinflüssen ausgesetzt zu sein.
Zu den außereuropäischen Vorkommen, deren genaue Verbreitung teils sogar noch ungeklärt ist, liegen keine Bestandsdaten vor. Der weltweite Bestand wird von der IUCN auf etwa 21.000–43.000 Exemplare geschätzt und als nicht gefährdet eingestuft.

## Lebensraum

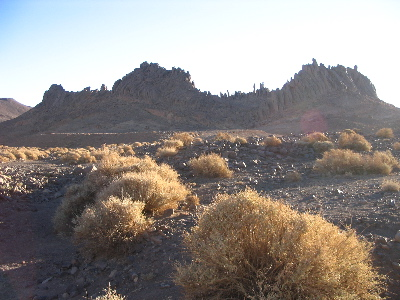
Lebensraum des Wüstengimpels

Der Wüstengimpel bewohnt besonders niederschlagsarme, trockene Lebensräume, die vorwiegend aus Fels und Geröll bestehen und allenfalls eine karge, steppenartige Vegetation aufweisen. Dies können Stein- und Felswüsten oder ausgetrocknete Flusstäler, Felsschluchten, Erosionstäler und felsige Hänge sein. Dabei muss es in erreichbarer Nähe geeignete Wasserstellen geben, diese können auch leicht brackig sein. Außerhalb der Brutzeit hält sich der Wüstengimpel gern in Siedlungsnähe auf und nutzt Ackerflächen als Nahrungsgrundlage.

## Siedlungsdichte
Da die Art so gut wie kein territoriales Verhalten zeigt und oft in kleinen Ansammlungen brütet, können Nester sehr eng beieinander stehen. Teilweise beträgt der Abstand nur einen halben Meter. Großflächig ist die Siedlungsdichte meist eher gering, so wurden auf 500 Quadratkilometern in Israel zwischen 2200 und 2500 Brutpaare festgestellt, was etwa einer Dichte von 0,05 Bp./10 ha entspräche, arttypische Ansammlungen mit höherer Siedlungsdichte einbezogen liegt diese vermutlich teilweise auch weit darunter.

## Nahrung
Der Wüstengimpel ernährt sich hauptsächlich von Samen oder anderen Pflanzenteilen. Hierbei scheinen hauptsächlich für seinen Lebensraum typische Pionierpflanzen, vor allem Gänsefuß- und Knöterichgewächse, Kreuzblütler, bestimmte Salvia-Arten oder Gräser eine Rolle zu spielen, Präferenzen sind aber nicht zu erkennen. Teilweise kann das Nahrungsangebot durch die örtlichen Bedingungen recht einseitig sein. In Überwinterungsgebieten wie dem Niltal können Kulturpflanzen wie Weizen oder Hirse einen Großteil der Nahrung ausmachen. Tierische Nahrung ist anscheinend kaum von Bedeutung.

## Fortpflanzung

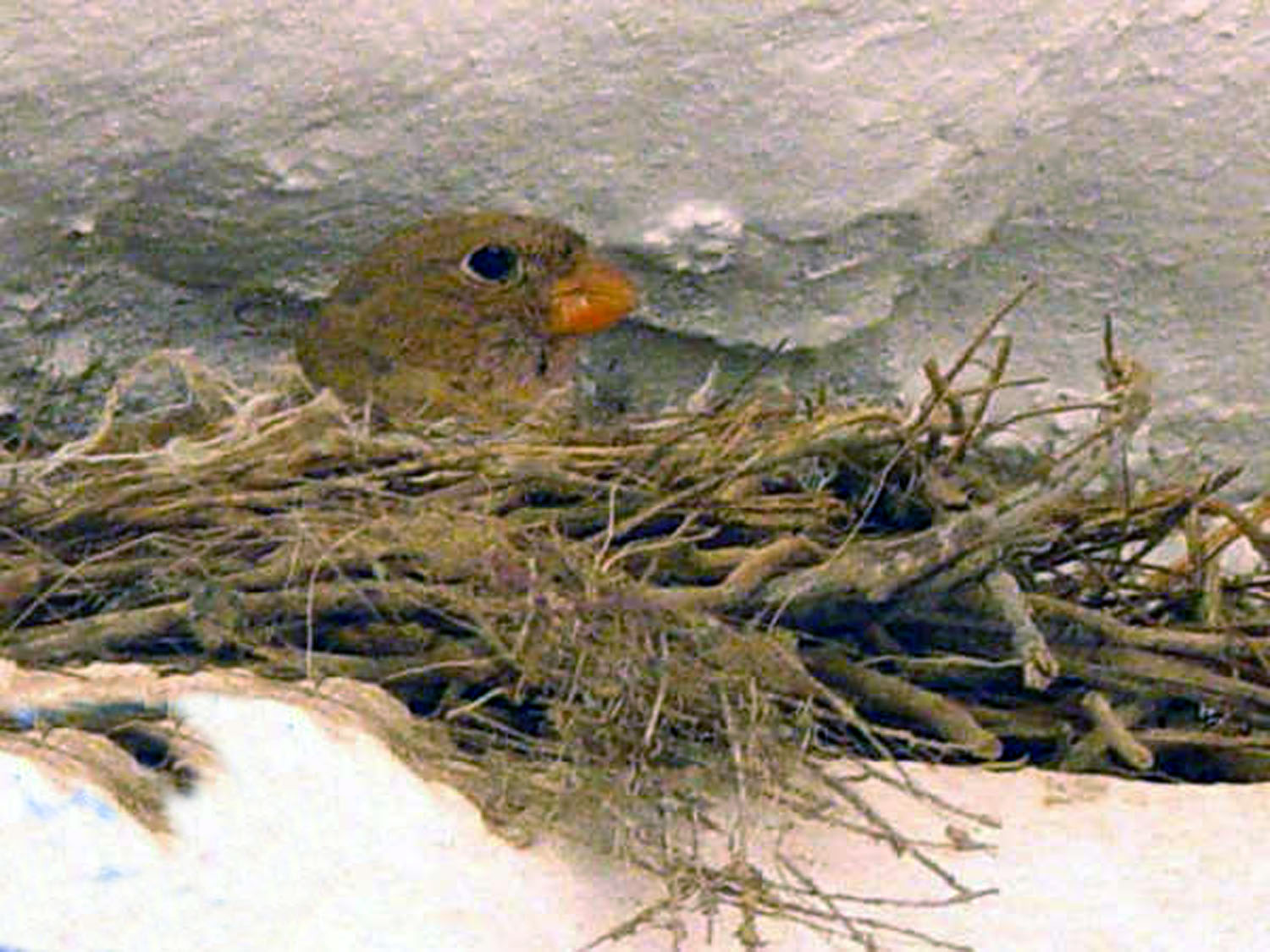
Brütender Wüstengimpel

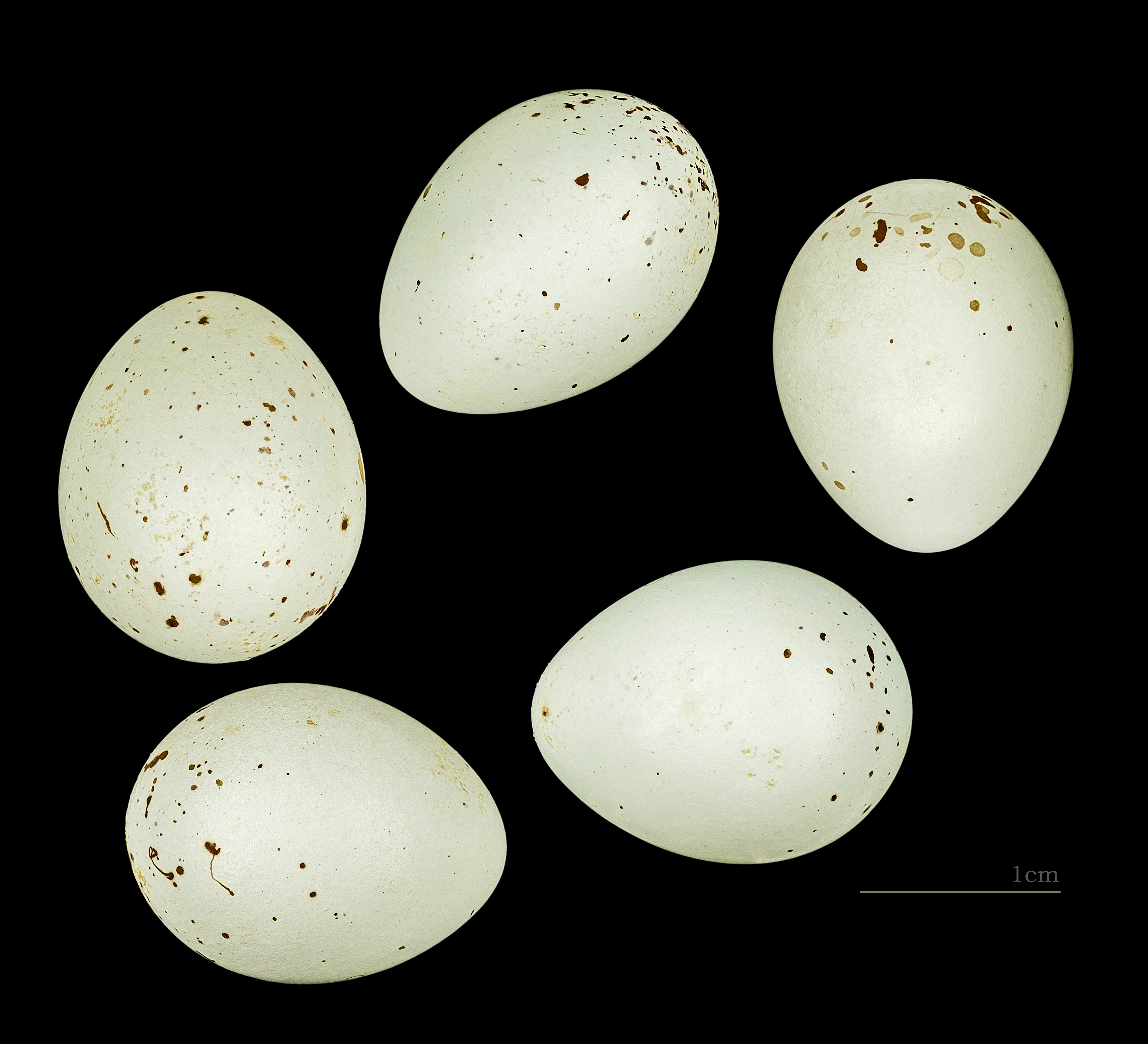
Bucanetes githagineus amantum

Der Wüstengimpel führt vermutlich eine monogame Saisonehe und brütet meist einmal, seltener zweimal pro Jahr. Die Brutperiode liegt zwischen Mitte Februar und Anfang Juni.
Die Paarbildung erfolgt bereits in den Trupps vor der Brutzeit. Das Männchen trägt zu Beginn der Brutzeit seinen Gesang von niedrigen Warten aus oder im Singflug vor. Das Balzverhalten besteht aus einem Nicken in vorgebeugter Haltung, das auch beim Bodengesang zu beobachten ist, sowie aus einem Schnabelberühren bei paralleler Aufstellung der Partner. Das Männchen präsentiert dem Weibchen in aufrechter Haltung und mit teils aufgestelltem Kleingefieder, gesenkten Flügelspitzen und aufgespreiztem Schwanz hüpfend einige zuvor aufgesammelte Halme („Halmbalz“). Unter scharfen „dwick“-Rufen präsentiert es die rosafarbenen Partien wie Bauch und Bürzel. Das Weibchen begegnet dem zunächst mit drohender Pose, später auch in geduckter Haltung. Beim ritualisierten Ablauf der Kopula schreitet das Männchen mit erhobenem Schnabel und ausgebreiteten Flügeln auf das Weibchen zu und flattert dann in einer Drehung auf den Rücken des Weibchens.
Das napfförmige Nest wird meist am Boden in Vertiefungen zwischen Steinen, gelegentlich im Schutz von Steinen, Felsen oder Büschen oder auch in Nischen von Felswänden oder Mauern errichtet. Bisweilen wird ein Unterbau aus Zweigen angelegt oder in Nestern von anderen Singvögeln gebrütet. Das Nest besteht meist aus groben Pflanzenteilen wie Halmen oder Stängeln und ist mit Pflanzenwolle, Würzelchen oder Tierhaaren ausgekleidet. Bei einem Durchmesser von etwa 8 bis 11 cm und einer Höhe von 5 cm hat es eine 3,5 cm tiefe Mulde von 6 cm Durchmesser.
Das Gelege besteht aus 4–6 kurz- oder spitzovalen Eiern mit Abmessungen von etwa 15 × 20 mm. Sie sind auf blass hellblauem Grund fein dunkel rotbraun mit feinen Unterflecken, am stumpfen Ende grob gesprenkelt und höchstens matt glänzend. Es wird täglich ein Ei gelegt. Die Bebrütung erfolgt durch das Weibchen, beginnend mit dem letzten Ei, und beträgt, ebenso wie die Nestlingszeit 13 bis 14 Tage. Sowohl Männchen als auch Weibchen füttern. Wie bei anderen Gimpeln sind in der Brutzeit seitliche Kehltaschen ausgebildet, die den Transport von Futter in größeren Mengen über längere Distanzen ermöglichen.
Nach 21 bis 28 Tagen werden die Jungvögel unabhängig.

## Systematik

### Geografische Variation
Insgesamt ist von Osten nach Westen eine geringfügige Veränderung der Gefiederfarbe, hin zu mehr Rosa und dunkleren Kopf- und Rückenpartien, festzustellen. Es werden vier Unterarten unterschieden, die sich aber nur geringfügig unterscheiden:
- B. g. amantum (Hartert, 1903) – Kanarische Inseln
- B. g. zedlitzi (Blyth, 1847) – Sahara, Mauretanien und Südmarokko bis nach Tunesien
- B. g. githagineus (Lichtenstein, 1823) – Ägypten und Sudan
- B. g. crassirostris (Neumann, 1907) – Naher Osten bis Mittelasien

### Externe Systematik
Die Systematik der vier „Steingimpel“-Arten Wüstengimpel (githagineus, bzw. githaginea), Mongolengimpel (mongolicus), Weißflügelgimpel (obsoleta) und Rotflügelgimpel (sanguinea) ist umstritten. Einige Autoren, u. a. Sibley & Monroe (1990), vereinigen alle Arten in der Gattung Rhodopechys, eine ebenfalls vorgeschlagene Vereinigung in der Gattung Bucanetes würde gegen das Prioritätsprinzip verstoßen. Andere Autoren sehen dagegen eine Unterteilung in die Gattungen Bucanetes (Wüsten- und Mongolengimpel), Rhodopechys (Rotflügelgimpel) und Rhodospiza (Weißflügelgimpel) vor.
Die Einordnung der vier Arten in die Gattung Rhodopechys würde nach Ansicht des britischen Ornithologen Guy M. Kirwan (2005, s. Literatur) der Klärung der taxonomischen Verhältnisse auf bequeme Art ausweichen und dem Verhältnis der einzelnen Arten zueinander oder zu anderen Taxa wie der Gattung Carpodacus oder dem Burtongimpel (Callacanthis burtoni) nicht gerecht werden. Kirwan schlägt eine genaue molekulargenetische Untersuchung vor und erwartet dabei eine Aufspaltung der Gattung Bucanetes. Für diesen Fall führt er eine neue Gattung Eremopsaltria für den Mongolengimpel ein.
Mindestens zwei genetische Untersuchungen hat es seither gegeben. Die erste von 2006 spricht dem Weißflügelgimpel eine nahe Verwandtschaft mit den anderen Rhodopechys-Arten ab und identifiziert ihn oder eine ausgestorbene Schwesterart als Vorfahren der Gattung Carduelis. Die zweite von 2008 bestätigt eine nahe Verwandtschaft von Wüsten- und Mongolengimpel und stellt diese neben dem Rosenbauchschneegimpel (Leucosticte arctoa) und dem Dünnschnabelgimpel (Carpodacus nipalensis) in eine Gruppe von verwandten Arten, die aride Lebensräume in verschiedenen Klimazonen bewohnen. Eine Zugehörigkeit des Rotflügelgimpels zu dieser Gruppe wird nicht ausgeschlossen.
Für den Wüstengimpel stehen je nach systematischer Einordnung also die Synonyme Bucanetes githagineus, Rhodopechys githaginea oder Rhodopechys githagineus im Raum. Der IUCN und der Datenbank Avibase folgend und die Ergebnisse der vorgenannten Untersuchungen einbeziehend, wird hier der Wüstengimpel als Bucanetes githagineus aufgeführt.